# 奧瑪瑞·哈威克
奧瑪瑞·拉提夫·哈威克（英語：Omari Latif Hardwick，1974年1月9日—），美國男演員、詩人、饒舌歌手、播客和製片人。較著名的是在Starz電視劇《權欲》（2014年至2020年）中擔任主角詹姆士·「幽靈」·聖派翠克（James "Ghost" St. Patrick）。其他演出作品如電視劇《挽救》（2006年）、《暗警》（2009年至2010年）與《瑪麗簡的單身生活》（2013年至2014年），以及電影《聖安娜的奇蹟》（2008年）、《特攻聯盟》（2010年）、《天龍特攻隊》（2010年）和《有色女孩》（2010年）。

## 早期生活
奧瑪瑞·哈威克出生於喬治亞州薩凡納，是裘依（Joyce）和律師克利福德·哈德威克三世（Clifford Hardwick III）的兒子金。哈威克在喬治亞州第開特長大，定期寫詩，並參加了許多體育運動。高中時，他就讀於喬治亞州布魯克海文的馬利斯特學校（Marist School），在那他擅長打棒球、籃球和足球，最終使自己獲得喬治亞大學的足球獎學金。即使在球場上表現出色，他仍然繼續參與演藝和詩歌的創作。哈威克是Alpha Phi Alpha兄弟會的成員。

## 個人生活
2008年11月19日，哈威克第一個孩子死產，這影響了他好一段時間的生活。他和當時的女朋友交往了三年。
他於2012年6月在堪薩斯城與珍妮佛·傑·普法切（Jennifer Jae Pfautch）結婚，他們有兩個孩子。

## 外部連結
- 官方网站
- 奧瑪瑞·哈威克在互联网电影资料库（IMDb）上的資料（英文）